# Aulospora epimyces
Aulospora epimyces är en svampart som först beskrevs av Speg., och fick sitt nu gällande namn av Speg. 1909. Aulospora epimyces ingår i släktet Aulospora, divisionen sporsäcksvampar och riket svampar.   Inga underarter finns listade i Catalogue of Life.